# Elmar Lordemann
Elmar J. Lordemann (* 20. November 1957 in Dülmen) ist ein deutscher Journalist, TV-Producer und ehemaliger Fernsehmoderator.

## Beruflicher Werdegang
Nach dem Abitur am Dülmener Clemens-Brentano-Gymnasium 1976 und zwei Jahren als Zeitsoldat bei der Luftwaffe in Erndtebrück und Schleswig studierte Lordemann an der Westfälischen Wilhelms-Universität in Münster Anglistik, Publizistik und Politikwissenschaft; nebenher spielte er Theater in studentischen Theatergruppen.
Von 1984 bis 1986 volontierte er bei der Saarbrücker Zeitung. Nach Ende des Volontariats wurde er als Redakteur in die Fernsehredaktion der Saarbrücker Zeitung übernommen, die für RTL plus das Magazin regional 7 produzierte. Neben Michael Karr und Udo Riedesel war Lordemann ab 1987 einer der Moderatoren der Sendung.
Nachdem das Fernsehmagazin der Saarbrücker Zeitung eingestellt worden war, wechselte Lordemann 1988 zum Frühstücksfernsehen von RTL plus, das zu dieser Zeit in Luxemburg produziert wurde. Hier übernahm er 1989 die Leitung der Sportredaktion von Axel Link und präsentierte die Sportmeldungen im Rahmen des Frühstücksfernsehens, ehe er zum Chef vom Dienst der Nachrichtenredaktion avancierte. In Vertretung von Karl-Heinz Kaul fungierte er auch als Nachrichtensprecher.
Ab 1991 arbeitete Lordemann bei SAT.1 in der Hamburger Nachrichtenzentrale. Neben der Tätigkeit als Chef vom Dienst für die damalige Hauptnachrichtensendung Guten Abend, Deutschland präsentierte er gelegentlich die Spätnachrichten der SAT.1 News. Als Reporter besuchte er unter anderem Äthiopien, wo er kurz nach Ende des Bürgerkriegs die Reportage Äthiopien – Hilfe in der Stunde Null drehte.
Zum Januar 1995 ging er nach Dresden, wo er beim mdr für das Boulevardmagazin Brisant als Redakteur und Off-Sprecher arbeitete. Von 2002 bis 2016 war Lordemann Producer und Redaktionsleiter der Provobis in ihrer Leipziger Filiale; für die Provobis produzierte er vorrangig Magazinbeiträge für Brisant, zeichnete jedoch auch als Produktionsleitung für verschiedene Dokumentationen wie Die Goldmacher – Sport in der DDR oder die Trilogie Heilige Städte, die auf arte erstausgestrahlt wurde, verantwortlich. Seit Anfang 2017 leitet er ein eigenes Redaktionsbüro.
2019 stand er beim English Theatre Leipzig in der Produktion Exit Stage Right auf der Bühne.

## Privates
Elmar Lordemann ist verheiratet und hat zwei Kinder. Er ist Anhänger des FC Schalke 04.